# 查瓜拉马斯
查瓜拉马斯（英語：Chaguaramas; 发音ⓘ）是加勒比海岛国特立尼达和多巴哥特立尼达岛迭戈马丁地区的一座城镇，位于该岛西北部的西北半岛。该地名常常应用于整个半岛。

## 查瓜拉马斯条约
查瓜拉马斯曾是短暂存在的西印度群岛联邦名义上的首府。

## 延伸阅读
- Transatlantic Sketches, Comprising Visits to the Most Scenes in North and South, by Sir Richard Alexander. Published 1833, R. Bentley. (See Chapter XIII.)